# Yvette Nicole Brown

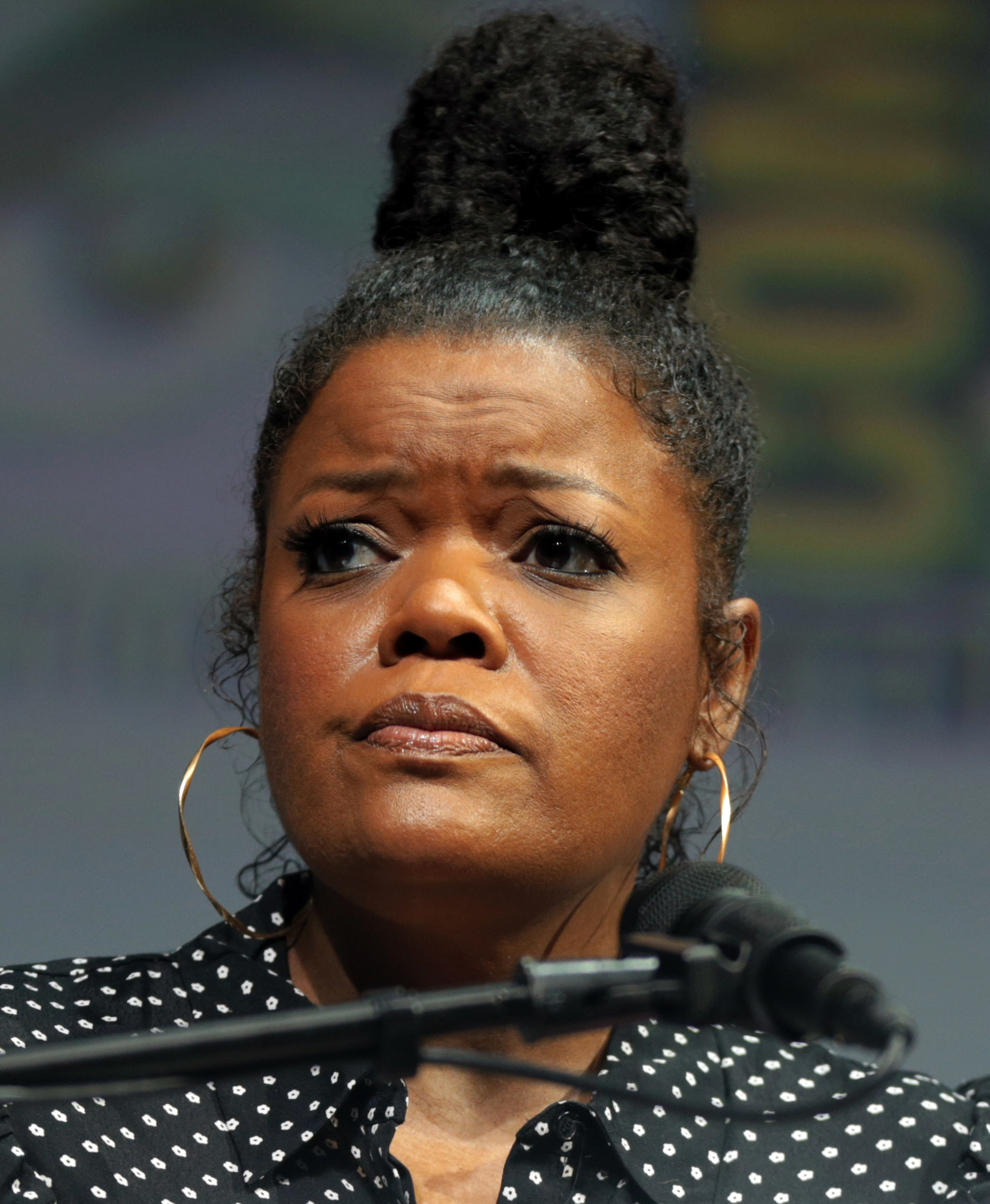
Yvette Nicole Brown (2018)

Yvette Nicole Brown (* 12. August 1971 in East Cleveland, Ohio) ist eine US-amerikanische Schauspielerin.

## Leben
Brown begann ihre Schauspielkarriere 2000 mit Statistenrollen.
2003 setzte sie sich in einem Casting für die Fernsehserie Girlfriends durch, in der sie daraufhin in zwei Folgen eine Gastrolle spielte. Kurz darauf erhielt sie eine der Hauptrollen der Serie The Big House, die jedoch nach sechs Episoden abgesetzt wurde. 
Zwischen 2004 und 2007 spielte sie in 15 Folgen der Comedyserie Drake & Josh sowie im auf der Serie basierenden Kinofilm Fröhliche Weihnachten, Drake & Josh die Kinobesitzerin Helen Ophelia Dubois. Daneben hatte sie Gastrollen in Serien wie Malcolm mittendrin, Boston Legal und Dr. House. 
Von 2009 bis 2014 spielte sie in der Comedyserie Community die Rolle der Shirley, eine der Hauptrollen. Sie verließ die Serie nach der fünften Staffel, hat in Staffel 6 jedoch zwei Gastauftritte, einen in der Staffelpremiere und einen im -finale. Seit 2015 gehört sie zur Hauptbesetzung der Fernsehserie Odd Couple, einer Neuauflage von Männerwirtschaft. Sie spielt dort die Assistentin von Oscar Madison, Danielle.
Zu ihren Filmrollen gehörten kleine Rollen in Die Insel, Tropic Thunder und Mensch, Dave! sowie Nebenrollen in Die nackte Wahrheit mit Katherine Heigl und Gerard Butler sowie Das Hundehotel mit Don Cheadle und Emma Roberts in den Hauptrollen.
Brown drehte zudem Fernsehwerbespots unter anderem für Citibank, The Home Depot und LG.

## Filmografie (Auswahl)

### Filme
- 2004: Die Ex-Freundinnen meines Freundes (Little Black Book)
- 2005: Die Insel (The Island)
- 2008: Mensch, Dave! (Meet Dave)
- 2008: Tropic Thunder
- 2008: Fröhliche Weihnachten, Drake & Josh (Merry Christmas, Drake & Josh)
- 2009: Die nackte Wahrheit (The Ugly Truth)
- 2009: Das Hundehotel (Hotel for Dogs)
- 2013: Percy Jackson – Im Bann des Zyklopen (Percy Jackson: Sea of Monsters)
- 2019: Avengers: Endgame
- 2019: Susi und Strolch (Lady and the Tramp)
- 2021: Broken Diamonds
- 2022:  Verwünscht nochmal (Disenchanted)

### Fernsehserien
- 2003: Girlfriends (2 Folgen)
- 2004: Lass es, Larry! (Curb Your Enthusiasm, Folge 4x10)
- 2004: Two and a Half Men (Folge 1x23)
- 2004: Eine himmlische Familie (7th Heaven, Folge 9x10)
- 2004–2007: Drake & Josh (14 Folgen)
- 2005: Raven blickt durch (That’s So Raven, Folge 3x23)
- 2005: Die wilden Siebziger (That ’70s Show, Folge 8x03)
- 2006: Malcolm mittendrin (Malcolm in the Middle, Folge 7x11)
- 2006: Dr. House (House, Folge 2x14)
- 2006: Familienstreit de Luxe (The War at Home, Folge 1x20)
- 2007: Entourage (Folge 4x08)
- 2007: Boston Legal (2 Folgen)
- 2008: Ehe ist… (’Til Death, Folge 2x11)
- 2009: True Jackson (True Jackson, VP, Folge 1x11)
- 2009: Rules of Engagement (Folge 3x02)
- 2009: iCarly (Folge 2x22)
- 2009–2015: Community (99 Folgen)
- 2011: Victorious (Folge 2x08)
- 2012–2014, 2016: The Soul Man (4 Folgen)
- 2013: Shake It Up – Tanzen ist alles (Shake It Up, Folge 3x19)
- 2013: Once Upon a Time – Es war einmal … (Once Upon a Time, Folge 3x06, Stimme)
- 2014: Psych (Folge 8x08)
- 2014: Melissa & Joey (Folge 3x27)
- 2015: Game Shakers – Jetzt geht’s App (Game Shakers, Folge 1x06)
- 2015: Hot in Cleveland (Folge 6x18)
- 2015–2017: Odd Couple (The Odd Couple, 38 Folgen)
- 2016: Rizzoli & Isles (Folge 7x04)
- 2017–2018: The Mayor (13 Folgen)
- 2018–2019: Mom (7 Folgen)
- 2019: Dear White People (Folge 3x05)
- 2020, 2024: The Masked Singer (Gastjurorin Folge 3x11; Teilnehmerin Staffel 12, 14. Platz)
- 2021–2022: Big Shot